# Cool Kids of Death

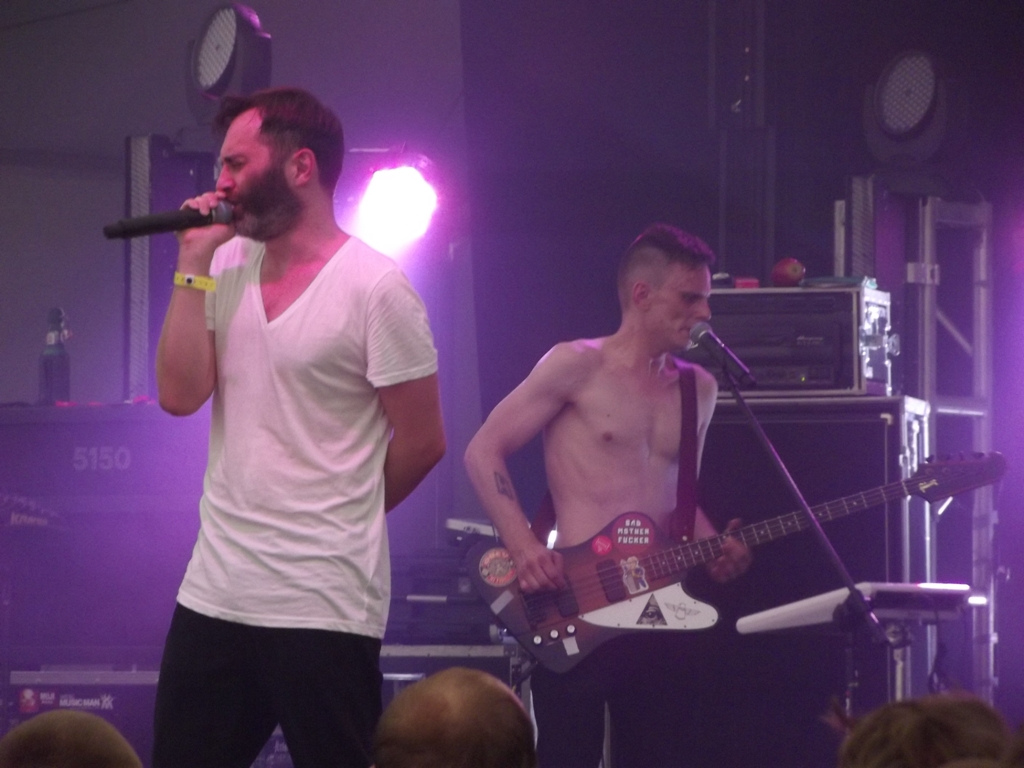
Cool Kids Of Death en 2012.

Cool kids of death, est un groupe de rock alternatif polonais créé en 2001 à Łódź. Le nom du groupe viens du titre de la chanson du groupe britannique Saint Etienne.

## Membres
- Krzysztof Ostrowski - chant
- Jakub Wandachowicz - basse
- Marcin Kowalski - guitare
- Jacek Frąś - batterie
- Kamil Łazikowski - clavier, électronique
- Wojciech Michalec - guitare

## Discographie
- 2002 -  Cool Kids of Death
- 2003 -  Cool Kids of Death 2 -réédition
- 2005 -  Cool Kids Of Death - english version
- 2005 - Cool Kids Of Death - english version + bonus tracks
- 2006 -  Cool Kids Of Death 2006
- 2008 -  Afterparty
- 2008 -  YTRAPRETFA
- 2009 -  YTRAPRETFA 2
- 2011 -  Plan Ewakuacji

## Source
- (en) Cet article est partiellement ou en totalité issu de l’article de Wikipédia en anglais intitulé « Cool Kids of Death » (voir la liste des auteurs).